# Paulin Soumanou Vieyra
Paulin Soumanou Vieyra (né le 31 janvier 1925 à Porto-Novo, alors Dahomey, aujourd'hui Bénin et mort le 4 novembre 1987 à Paris) est un réalisateur né béninois, puis naturalisé sénégalais et un historien du cinéma africain.

## Biographie

### Enfance et débuts
Paulin Soumanou Vieyra est dahomeyen (actuel Bénin) par son père Tertulien Vieyra, issu du peuple Takpa rattaché aux Yoruba, Nago par sa mère Valentine Da Silva, béninois de naissance et sénégalais d'adoption. On le considère généralement comme le premier cinéaste de l'Afrique subsaharienne.
L'origine de son nom de famille juif marrane portugais, vient de son ancêtre Sébastien Sabino Vieyra  fils de Mama Gouye (dit Antonio Sabino Vieyra, du nom de son maître), qui fut d'abord déporté en esclavage du Nigeria, (royaume Yoruba, principauté de Bida), au Brésil, avant de revenir affranchi s'installer au Dahomey (actuel Bénin) aux environs des années 1850 selon une estimation à affiner. Les Africains affranchis portant des noms de leurs anciens maîtres portugais sont appelés les Agoudas au Bénin.
Son arrière-grand-père, un Yoruba musulman, était membre d'une famille royale Bida du Nigéria, envoyée au Brésil comme esclave. Après la rébellion des esclaves musulmans de 1835 à Bahia et l'émancipation au Brésil, l'arrière-grand-père de Vieyra s'est installé dans l'ancien port négrier portugais de Porto Novo (Nouveau Port), qui était considéré comme un affluent du royaume yoruba d'Oyo. Il a amené avec lui une épouse mulâtre, fille de son ancien maître portugais juif et d'une esclave noire, et le nom de famille portugais Vieyra.

### Les années de formation
Né en 1925 à Porto-Novo,, Paulin Soumanou Vieyra est l'aîné d'une famille de huit enfants, Jacqueline, Renée, Roger, Agnès, Justine, Louis et Charles qui meurt très jeune. Son père Tertulien, cheminot de son état et très soucieux de l'avenir de ses enfants, l'envoie faire ses études en France. Il quitte le Dahomey par bateau à l'âge de dix ansen compagnie d'un autre jeune de son âge dont le père était l'ami de la famille.
Il arrive en 1935 en France et, quelques mois plus tard, son jeune ami dahoméen de voyage meurt malade, n'ayant pas supporté le changement d'environnement si jeune.
Puis Paulin Soumanou Vieyra voit ses études s'interrompre en 1940 à cause de la guerre et de la désorganisation de la société française de l'époque. Après quelques moments difficiles se retrouvant un moment seul avec le gardien de son école, il est finalement recueilli par la famille Fontaine, une famille française, sur l'insistance de son fils Jacques Fontaine qui s'était lié d'amitié avec lui. La mère Fontaine sera surnommée maman Blanche. Entre 1940 et 1945, il y a à son actif divers épisodes peu connus, de coups de main à la résistance française, ceci notamment dû à ses sympathies communistes naissantes. Paulin Vieyra n'était pas très disert sur cette période trouble pendant laquelle il a apparemment beaucoup souffert. Il perdra petit à petit l'usage de sa langue maternelle le yoruba. Bien qu'il n'ait pas mentionné la nature des services rendus à la résistance, hormis quelques bribes qu'il confia à des proches, il fut justement dispensé de service militaire à l'issue de la guerre, les autorités militaires de l'époque ayant jugé qu'il en avait suffisamment fait.

### La maladie
Il tomba gravement malade à la fin des années quarante, fut amputé de plus de la moitié de ses capacités respiratoires par l'ablation partielle de ses poumons mais survécut. Un long séjour au sanatorium lui fera rencontrer son autre grand ami français breton Charles Maguerez. En 1950, après 15 ans d'absence au Dahomey coupé de sa famille par la guerre et ses problèmes de santé, il retourne en Afrique. Ayant gardé un contact épistolaire avec son père et malgré les photos échangées, l'anecdote rapporte qu'il embrassa d'abord une tante en lieu et place de sa mère qu'il n'a pas reconnue au premier abord à son arrivée au port de Cotonou. Il découvre alors la colonie et les traitements différenciés entre colons et autochtones et c'est un choc.

### Retour à Paris et militantisme
De retour à Paris, il milite alors à la SFIO. Il doit ensuite renoncer pour raison de santé et incompatibilité de date de calendrier au concours d'entrée, à sa vocation première, l'école des Arts et Métiers.
C'est à Paris qu'il découvre le monde du cinéma en faisant de la figuration dans un film interprété par Gérard Philipe. Il obtient d'autres rôles dans des films, tels que Après l'amour ou Émile l'Africain.
Et en 1952, il est admis au concours de l'IDHEC, l'Institut des hautes études cinématographiques(aujourd'hui la FEMIS), où il a  Georges Sadoul et Jean Mitry comme professeurs. Il en sort diplômé en réalisation, régie et production. Son film de fin d'études, C'était il y a quatre ans, fait scandale, car il refuse de couper un plan jugé subversif.
Afrique-sur-Seine, son premier court-métrage de 1955 en collaboration avec d'autres étudiants, Mamadou Sarr et Jacques Caristan, est réalisé à Paris, car à cette époque-là, les Africains n'étaient pas autorisés à tourner dans les colonies françaises. Le court-métrage est tourné en 16 mm noir et blanc. Il soulève la question de l'identité culturelle des jeunes Africains vivant en France dans les années 1950 et s'interroge sur leur rapport au continent africain. Le sujet est inédit alors, mais la diaspora restera un thème majeur du cinéma africain. Quoique tourné en France, ce court-métrage fait de Paulin Vieyra un pionnier, le premier réalisateur d'Afrique subsaharienne.

### Une carrière de documentariste et de critique
Après cette expérience, il revient à Dakar en 1956 et occupe un poste au ministère de l’Information où il est responsable du service cinéma et des Actualités sénégalaises. Il forme des photographes comme George Caristan et Beyti Sow, à la prise de vue cinématographique. Paulin Vieyra réalise alors une trentaine de documentaires, par exemple Présence africaine à Rome (1959) lors du deuxième Congrès des écrivains et artistes noirs organisé par la revue Présence africaine ou Une nation est née (1961), célébrant l'indépendance du Sénégal.
En 1966, lui et ses amis tournent Môl (Les Pêcheurs), l'histoire d'un jeune pêcheur orgueilleux. Lorsque Georges Pompidou se rend au Sénégal pour rendre visite à Léopold Sédar Senghor, Vieyra tourne un court métrage au ton ironique, Écrit de Dakar, suivi de beaucoup d'autres.
En avril 1961, il se marie avec la bibliothécaire, romancière et poétesse guadeloupéenne Myriam Warner-Vieyra. De cette union naquirent trois enfants Makandjou Ola Jacques en 1961, Célia Monique en 1964 et Stéphane Soumanou en 1967.
En 1969, il participe à la création de la Fédération panafricaine des cinéastes (FEPACI).
Entre 1960 à 1975, il sera directeur des actualités sénégalaises. Il est le témoin et le compilateur de toute la mémoire visuelle, cinématographique de cette époque, la télévision n'existait pas alors. Les actualités sénégalaises étaient projetées dans les cinémas de Dakar avant chaque séance de cinéma. Pendant cette période et jusqu'à la fin des années soixante-dix, il participe à tous les voyages du président Senghor.
Lié d'amitié avec Ousmane Sembène, il l'aide à réaliser son premier film Borom Sarret en 1963, il lui attribue un opérateur, et lui fournit une caméra et de la pellicule. Il est l'auteur de la première biographie du réalisateur et produit également plusieurs de ses films, tels que Le Mandat en 1968, Taaw en 1970, Xala en 1974 et Ceddo en 1977. Il fut aussi le mentor du réalisateur bissau-guinéen Flora Gomes.
En 1975, c'est lui qui publie la toute première histoire du cinéma africain, Le Cinéma africain. Des origines à 1973. Comme les productions de ce continent sont peu prises en compte par les critiques européens, par manque d'intérêt ou de repères, il incarne longtemps à lui seul la critique cinématographique africaine. Il rencontre au Fespaco le professeur belge Victor Bachy (1915-1999) qui lui propose d'écrire une monographie sur le cinéma au Sénégal dans le cadre de la collection CINEMEDIA éditée à Bruxelles par l'organisation catholique International du Cinéma (OCIC). Vieyra accepte et en écrit encore un deuxième. Cette collection a été lancée par l'OCIC pour donner aux Africains l'opportunité d'écrire eux-mêmes leur histoire du cinéma.
En 1975, il prendra également pour une période la direction des programmes de la télévision sénégalaise naissante.
En 1981 avec des moyens limités, il tourne son premier et unique long métrage, En résidence surveillée.
En parallèle, sous la direction de Jean Rouch, il prépare une thèse de doctorat d’État à l'université de Paris I, sous le titre À la recherche du cinéma africain. Il devient docteur en sciences humaines. Ainsi, après sa retraite au service cinéma actualités sénégalaises, il donne des cours au Centre d'Études des Sciences et Techniques de l'information (CESTI) jusqu'à sa mort.
Il meurt le 4 novembre 1987 à Paris d'une crise cardiaque. Ces différents projets inachevés sont mentionnés dans sa filmographie.
En 2005 son ami Sembène Ousmane dans la revue Présence Africaine no 170, parue en mai 2005 Cinquante ans de cinéma africain, Hommage à Paulin Soumanou Vieyra, écrit en page 22 :
« L’indépendance recouvrée, je rentre au Sénégal (de France) où je retrouve Paulin S. Vieyra au poste de chef du bureau du cinéma. Chaque semaine avec son équipe de cadreurs, il préparait les actualités nationales ; ̏ Sénégal en marche ̋… L’idée me vient alors d’explorer notre continent dont je ne savais rien, en dehors de ma province… De retour à Dakar, je dis à Paulin S. Vieyra mon intention d’aller apprendre à faire des films. Sa réponse fut directe : ̏ C’est bien ; je suis là ̋. Ma formation terminée, je retourne au pays. Paulin S. Vieyra m’aida à réaliser Borom Sarret mon premier court métrage. À l’occasion de ce cinquantenaire d’Afrique-sur-Seine, je me pose et me poserai toujours cette question : N’eussent été mes liens denses et profonds avec Paulin S. Vieyra, est-ce que j’aurais réalisé des films ? » - L’Aîné des Anciens

## Restauration des Actualités sénégalaises
En décembre 2023, s’est tenue une cérémonie de projection en avant-première de quatre films restaurés des Actualités sénégalaises. Il s’agissait de films documentaires réalisés  en 1966 : le 3e Festival des arts, Sénégal an XVI, Voyage aux Antilles du Président Senghor et le Sénégal au Festival mondial des arts nègres réalisé par Paulin Soumanou Vieyra,.
Leur restauration, initié par les chercheurs italiens, Tiziana Manfredi et Marco Lena, fait partie du projet African Film Heritage, une initiative visant à localiser, restaurer et diffuser le précieux patrimoine cinématographique africain, créé par le World Cinema Project de la Fondation du Film de Martin Scorsese, la Fédération Panafricaine des Cinéastes (Fepaci) et l’Unesco en collaboration avec la Cineteca di Bologna,,.

## Filmographie
- 1954 : C'était il y a quatre ans
- 1955 : Afrique-sur-Seine, coréalisé avec Mamadou Sarr) : 16mm, 22'
- 1957 : L'Afrique à Moscou
- 1957 : Un homme, un idéal, une vie 16mm, 26'[3]
- 1958 : Le Niger aujourd’hui
- 1959 : Les présidents Senghor et Modibo Keita ; Avec les Africaines à Vienne ; Présence Africaine à Rome
- 1960 : Indépendance du Cameroun, Togo, Congo, Madagascar
- 1961 : Une nation est née
- 1963 : Lamb ;  Lutte sénégalaise (Lamb, Lutte sénégalaise) 35mm, 18'[3]
- 1964 : Avec l’ensemble national ; Écrit du Caire ; Sindiely ; Voyage du président Senghor au Brésil
- 1965 : N'Diongane ; Sindiely
- 1966 : Le Sénégal au festival national des arts nègres ; Môl (Un homme, un idéal, une vie)
- 1967 : Au marché ; La bicyclette ; Le gâteau ; Le rendez-vous
- 1974 : Écrit de Dakar ; L’art plastique ; Diarama
- 1976 : L'Habitat rural au Sénégal
- 1981 : Birago Diop ; En résidence surveillée (long métrage de fiction, comédie politique satirique), L’Envers du décor ; Les Oiseaux
- 1982 : Iba N'diaye, peintre

## Filmographie projets inachevés
- 1987 : Léopold Sédar Senghor, poète président
- 1987 : Cheikh Anta Diop, chercheur, historien
- 1987 : Voyage en Toubabie
- 1987 : Wolé Wolé Woï Woî

## Publications
- « Le film africain d'expression française », African Arts, vol. 1, no 3, printemps 1968
- Le Cinéma et l'Afrique, Paris, Présence africaine, 1969, 218 p.
- Ousmane Sembène : cinéaste. Première période 1962-1971, Paris, Présence Africaine, 1972, 244 p.
- Le cinéma africain, tome 1 : Des origines à 1973, Paris, Présence Africaine, 1975, 444 p.  (ISBN 2708703196)
- Le cinéma au Sénégal, Bruxelles, OCIC ; Paris, L'Harmattan, 1983, 170 p.  (ISBN 2858022801)
- Réflexions d'un cinéaste africain, Bruxelles, OCIC, 1990
- (en) « Five Major Films of Sembène Ousmane », Film and Politics in the Third World, 1987

### Films biographiques
- Paulin Soumanou Vieyra, le précurseur oublié, de Mona Makki, Emission Espace Francophone, diffusé le 6 mars 2014 sur France 3.